# Partido Popular Cristiano
El Partido Popular Cristiano (PPC) es un partido político peruano de derechas, inspirado en el conservadurismo social y en el neoliberalismo. Fue fundado el 18 de diciembre de 1966 por Luis Bedoya Reyes. 
Los liderazgos del partido han incluido a Mario Polar Ugarteche, Roberto Ramírez del Villar, Ernesto Alayza Grundy, Felipe Osterling y Lourdes Flores.
El partido conformó las alianzas Convergencia Democrática (1985), Frente Democrático (1989-1990), Unidad Nacional (2001-2010), Alianza por el Gran Cambio (2011) y Alianza Popular (2016).

## Historia

### Inicios (1966-1977)
El Partido Popular Cristiano fue fundado por un grupo de miembros del partido Democracia Cristiana (DC) que discrepaba ideológicamente con militantes cercanos al marxismo y a las tendencias socialistas. Luis Bedoya Reyes, entonces alcalde de Lima, creó la agrupación el 18 de diciembre de 1966. Su sede fue la casa de Luis Giusti La Rosa, quien después sería primer secretario general.
El partido Democracia Cristiana (DC) apoyaba las ideas del socialismo marxista y seguía los postulados de la Teología de la Liberación que continuaron adelante sin sus antiguos asociados ya que desde octubre de 1968 pretendía apoyar al recién instalado Gobierno Revolucionario de las Fuerzas Armadas separándose de su antiguo aliado Fernando Belaúnde Terry, líder de Acción Popular, comprometiendo de esta manera la precariedad del estado de derecho y de la democracia. Mientras los miembros de la Democracia Cristiana original apoyaban la quiebra de la constitucionalidad para la aceleración de las revoluciones sociales, los fundadores del PPC encabezados por Bedoya, creían que se debía respetar el orden institucional.
En 1968, el general Juan Velasco Alvarado dio el golpe de Estado que destituyó al presidente Fernando Belaúnde Terry, aliado de Bedoya (y del partido Democracia Cristiana). El PPC no apoyó de ninguna manera al régimen militar y pese a que en algún momento algunos de sus miembros sugirieron unirse al gobierno militar, fue uno de sus más férreos opositores junto con Acción Popular y el Partido Aprista aun cuando este último fue ilegalizado, como lo había sido en años anteriores por otros regímenes militares, anteriores al régimen de Velasco.

### Asamblea Constituyente y las Elecciones de 1980 y 1985 (1978-1990)
En 1978 el gobierno del General Francisco Morales Bermúdez llamó a elecciones para elegir a la Asamblea Constituyente de 1978 en la que el PPC obtuvo un segundo lugar en las preferencias, luego del Partido Aprista Peruano. Bedoya Reyes, quien fue propuesto por casi todos los miembros para presidir dicho organismo, le cedió el cargo a Víctor Raúl Haya de la Torre.

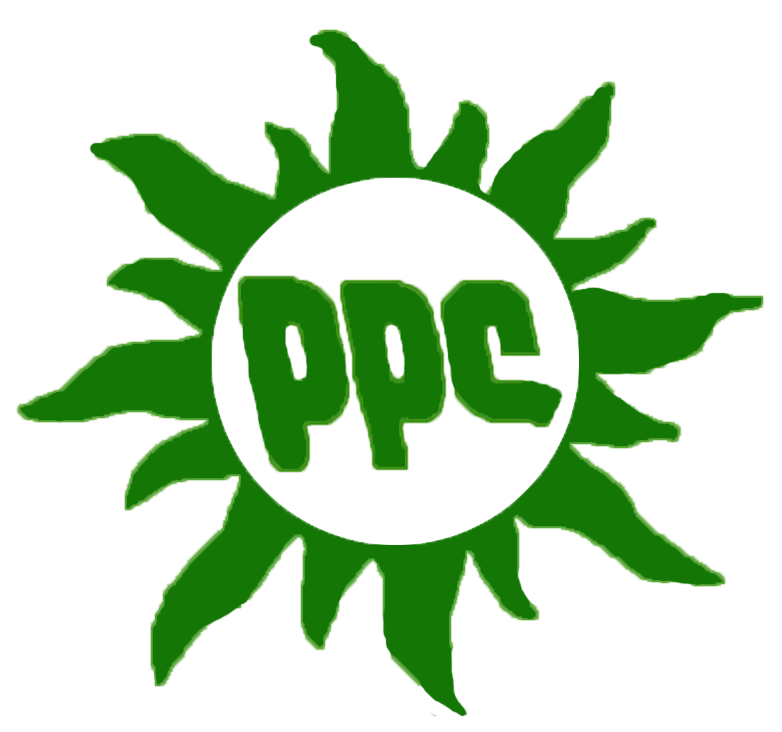
Logo del Partido Popular Cristiano a inicios de los 80

Posteriormente, Luis Bedoya Reyes participa en las elecciones generales de 1980 como candidato a Presidente de la República del Perú, acompañado por Ernesto Alayza y Roberto Ramírez del Villar a la Primera y Segunda Vicepresidencia respectivamente. Aunque quedaron terceros, en este proceso de elecciones nacionales Congreso de la República del Perú, colocando solo a 6 senadores y otros tantos diputados.
En estas elecciones logró aliarse con Fernando Belaúnde Terry líder de Acción Popular. El PPC formó una alianza para las dos cámaras, con las que Belaúnde tuvo mayoría en el Senado y mayoría en la Cámara de Diputados. El PPC colaboró también con 4 Ministros de Justicia, destacando el senador Felipe Osterling.
El partido utilizó como símbolo electoral, un sol de color verde. 
En las elecciones generales de 1985, Acción Popular y el PPC deciden no ir juntos a dicho proceso electoral y presentan candidatos distintos. Bedoya Reyes quedó tercero nuevamente superado por Alfonso Barrantes quien quedó en segundo lugar, aunque con el porcentaje suficiente para pasar a segunda vuelta junto a Alan García que postulaba como candidato del APRA.

### Década de 1990
En 1990 el PPC se alía con Acción Popular el Movimiento de Bases Hayistas y el Movimiento Libertad de Mario Vargas Llosa para formar el Frente Democrático FREDEMO que lanzó la candidatura del famoso escritor, quien no pudo lograr la Presidencia de la República. Sin embargo, el resultado en la Cámara de Diputados fue excelente ya que el FREDEMO fue la primera fuerza política y el PPC tuvo 25 representantes.
El Partido Popular Cristiano, ejercía la Presidencia del Senado en 1992, con Felipe Osterling Parodi cuando Alberto Fujimori lanzó el denominado autogolpe en el cual disolvió ambas cámaras del Congreso de la República del Perú, neutralizando al FREDEMO y al Partido Aprista.
Convocó a elecciones para elegir a un Congreso Constituyente Democrático, en el cual tuvo mayoría absoluta. El PPC se dividió entre los que no deseaban participar de dicho proceso y los que sí lo deseaban. Entre los que no deseaban participar se encontraban Natale Amprimo, Alberto Borea Odría y Alberto Andrade Carmona, quienes postulaban que el PPC no podía participar de un acto no democrático.
Por otro lado, Luis Bedoya Reyes, Lourdes Flores y Xavier Barrón postulaban que el PPC debía participar para garantizar la democracia en dicho organismo. Finalmente se decidió ir a dicho proceso electoral, En aquella época se produjo la renuncia de Natale Amprimo, Alberto Borea Odría y Alberto Andrade Carmona. El PPC obtuvo un resultado muy inferior al de Renovación Nacional, Cambio 90 y Nueva Mayoría.
En las elecciones generales de 1995, el PPC lanzó la candidatura de Lourdes Flores a la Presidencia de la República del Perú, pero como no generó respaldo ciudadano, finalmente renunció a su candidatura para apoyar la de Javier Pérez de Cuéllar. Fujimori ganó en primera vuelta y el PPC quedó aún más rezagado al séptimo lugar de las preferencias en el Congreso de la República del Perú.

### Épocas recientes (2000-2015)
Cuando Alberto Fujimori quiso postular nuevamente en las elecciones generales del 2000, el PPC se opuso firmemente. Los congresistas Lourdes Flores, Xavier Barrón y Ántero Flores Aráoz presentaron un proyecto de ley para que por medio de un referéndum, la gente decida o no la participación de Fujimori en dicho proceso electoral. El Congreso que estaba controlado por Cambio 90 y Nueva Mayoría puso muchas trabas al proyecto y no se pudo concretar. Curiosamente luego de proponer el proyecto de ley, el Jurado Nacional de Elecciones le quitó la inscripción vigente al PPC, para que no pueda postular candidatos al Congreso de la República del Perú. Es así que Perú Posible de Alejandro Toledo decide apoyar al PPC llevando en su lista al Congreso a Ántero Flores Aráoz y Somos Perú acoge a Xavier Barrón como invitados, resultando ambos electos.
En el 2001, el PPC recuperó su inscripción con el gobierno de Valentín Paniagua de Acción Popular. Decidió formar junto con Renovación Nacional el Partido Solidaridad Nacional y el Partido Cambio Radical una coalición política llamada Unidad Nacional. La candidata de dicha alianza fue Lourdes Flores (posteriormente presidenta del partido), quien quedó tercera por un escaso margen. En el 2006 el partido se reafirmó en la Alianza, nuevamente con Lourdes Flores a la cabeza pero nuevamente quedó en tercer lugar por un escaso margen.
Con el fin de afrontar las elecciones regionales y municipales de 2002, el Partido Popular Cristiano, el Partido Solidaridad Nacional, Renovación Nacional y Cambio Radical decidieron agruparse nuevamente para afrontar dicho proceso electoral. En ese sentido, lanzaron la candidatura de Luis Castañeda Lossio a la alcaldía de Lima, quien finalmente ganó la elección, derrotando al entonces alcalde Alberto Andrade Carmona del Partido Democrático Somos Perú, quien postulaba a un tercer periodo.
En 2003 se realizó por primera vez la votación electrónica en las elecciones internas.
En el año 2007, Ántero Flores Aráoz, expresidente del partido señaló de manera desfraterna, que le gustaría postular a la presidencia de la República, siempre y cuando lo acredite su partido. Se le acusó de tener un comportamiento poco fraterno y leal con la lideresa y los miembros del partido, por lo que finalmente renunció al PPC. Al poco tiempo fue destacado como embajador permanente del Perú en la OEA.
Lourdes Flores postula a la alcaldía de Lima en las elecciones municipales de Lima de 2010, siendo vencida por Susana Villarán.
En el 2010 forman la Alianza por el Gran Cambio, lanzando a la presidencia a Pedro Pablo Kuczynski en las elecciones generales del Perú de 2011. Esta alianza logró 12 de los 130 escaños en el Congreso de la República, 7 de los cuales pertenecen al PPC.
En noviembre de 2011 Raúl Castro Stagnaro fue elegido como nuevo presidente del partido, reemplazando a Lourdes Flores.
El PPC decidió respaldar al Concejo Metropolitano de Lima en el proceso de consulta popular de revocatoria de marzo de 2013, logrando que la alcaldesa Susana Villarán se comprometiera a cumplir una agenda por Lima. Los regidores del partido de la alcaldesa fueron revocados, pero los del PPC fueron respaldados por la ciudadanía. En noviembre del mismo año, el PPC alcanzó la victoria en las nuevas elecciones municipales, llevadas a cabo para reemplazar a los accesitarios que habían ingresado tras el proceso de marzo. Es así que, desde enero del 2014, el PPC es la primera minoría del Concejo Metropolitano.
En 2014, las bases del PPC eligieron al exalcalde de Villa El Salvador, Jaime Zea como Candidato a la Alcaldía de Lima. El resultado del proceso electoral fue una de las peores derrotas del partido, apenas obteniendo 7 alcaldías distritales en Lima y su candidato el 3% de los votos, quedando en sexto lugar.

### Periodo 2016-2019
En el año 2016, forman una coalición política con el APRA, luego de no obtener ninguna curul en el congreso, se disolvió la alianza política. Por eso no tiene representación en el congreso para el periodo 2016-2021, el partido Partido Popular Cristiano se encuentra en crisis. En este mismo año, el local partidario se encuentra en venta valorizado en US$ 2,000.000.00.
Los militantes del PPC, acorde al Estatuto del partido, convocaron a un Congreso Nacional para los días 16 y 17 de diciembre de 2017, con el fin de poder elegir a una nueva dirigencia nacional debido a la ausencia de autoridades desde 2016. En este proceso resultó elegido el excongresista Alberto Beingolea, frente al también excongresista Javier Bedoya de Vivanco.

### Elecciones parlamentarias extraordinarias de 2020
Tras la disolución del Congreso de la República en 2019 por parte del presidente Martín Vizcarra, se convocaron elecciones parlamentarias extraordinarias para el domingo 26 de enero de 2020. El PPC obtuvo el 3,99% de los votos, no logrando superar la barrera del 5% y no obtuvo ningún escaño.

### Elecciones generales 2021
Para las elecciones generales de 2021, Alberto Beingolea anunció el establecimiento de Unidad Nacional, una mesa redonda de liderazgo del Partido Popular Cristiano para analizar opciones si se presenta en una coalición o de forma independiente en las elecciones. La mesa logró negociar con diversas personalidades políticas y partidos hasta llegar a un acuerdo César Acuña de Alianza para el Progreso. La alianza se firmó oficialmente el 12 de octubre de 2020, pero duró solo seis días, tras la revelación de la inconformidad de la dirección del PPC, sobre todo de la secretaria general del partido, Marisol Pérez Tello, quien rechazó a Acuña al afirmar que "no apoyaría a un plagiador". Audios ilegales fueron revelados por la prensa y la alianza se rompió casi de inmediato.
Tras el fallido acuerdo con Alianza para el Progreso, Beingolea anunció que se postularía para la nominación presidencial del partido. Obtuvo formalmente la nominación el 29 de noviembre de 2020. La campaña del PPC se basó en un discurso fuertemente anticomunista y a favor del modelo económico neoliberal, en similitud con el resto de partidos de derecha como Renovación Popular y, en menor medida, Avanza País con Hernando de Soto. Beingolea perdió las elecciones tas quedar en el puesto 11 con el 1,99% de los votos. El partido no logró ganar ningún escaño en la elección del Congreso.
Tras no lograr superar la valla electoral, el partido perdió su inscripción electoral al año siguiente. El PPC atravesó un periodo de reestructuración política, con Carlos Neuhaus convirtiéndose en líder.Logro su inscripción el 10 de mayo de 2024, se encuentra apto para cualquier proceso electoral.

### Elecciones generales 2026
Para las elecciones de 2026, en julio de 2025, el PPC formó alianza con el partido Unidad y Paz, liderado por Roberto Chiabra. En un congreso extraordinario realizado por el PPC se llegó a la conclusión de establecer una alianza con Unidad y Paz e impulsar como candidato a Chiabra.

## Principales líderes del PPC
- Luis Bedoya Reyes: Fundador del PPC, se ha desempeñado como Alcalde de Lima desde 1963 hasta 1969 y como diputado constituyente en 1978, con la segunda votación más alta. Durante el gobierno de Fernando Belaúnde Terry fue Ministro de Justicia. Fue candidato a la Presidencia de la República en 1980 y en 1985.
- Lourdes Flores: Miembro del PPC desde los 18 años, fue Regidora de Lima por dos periodos y luego estuvo presente en el Congreso de la República del Perú desde 1990. Candidata nominada en 1995, renunció a favor de Javier Pérez de Cuéllar. Tanto en el 2001 como en el 2006, perdió las elecciones presidenciales con el tercer lugar y por estrecho margen.
- Ernesto Alayza Grundy: Miembro fundador del PPC. Candidato a la Vicepresidencia de la República del Perú junto a Luis Bedoya Reyes, y junto a Mario Vargas Llosa en 1990. Ministro de Justicia y senador de la República. Falleció en 2001.
- Roberto Ramírez del Villar: Miembro fundador del PPC. Candidato a la Vicepresidencia de la República del Perú junto a Luis Bedoya Reyes, fue Presidente de la Cámara de Diputados en 1991, siendo destituido por el autogolpe de 1992. Falleció en 1995.
- Luis Giusti La Rosa: Miembro fundador del PPC. Primer secretario general, fue diputado en 1980. Falleció en el 2009.
- Felipe Osterling Parodi: Miembro desde los principios del PPC, fue también ministro de Justicia y un destacado senador. En 1991 fue elegido como Presidente del Senado y fue destituido luego del autogolpe de Alberto Fujimori. Vivió alejado de la política desde entonces aunque presidiendo el Consejo Consultivo de su partido.
- Carlos Neuhaus. Alcalde de San Isidro por varios periodos.
- Carlos Neuhaus Tudela: Hijo de Carlos Neuhaus, empresario.

## Resultados electorales

### Elecciones presidenciales

#### Desde el retorno a la Democracia
|  | 9.57 % |

|  | 11.89 % |

|  | 32.6 % |

|  | 37.6 % |

|  | 24.30 % |

|  | 23.81 % |

|  | 18.51 % |

|  | 5.83 % |

|  | 1.62 % |

|  | 0.00 % |

### Elecciones parlamentarias

#### Congreso bicameral
|  | 9.3 % |

|  | 9.6 % |

|  | 11.2 % |

|  | 11.1 % |

|  | 32.3 % |

|  | 30.1 % |

#### Congreso unicameral
|  | 3.0 % |

|  | 13.8 % |

|  | 15.3 % |

|  | 14.42 % |

|  | 8.31 % |

|  | 3.99 % |

|  | 1.65 % |

### Elecciones al Parlamento Andino
|  | 21.24 % |

|  | 13.94 % |

|  | 8.15 % |

|  | 1.99 % |

### Elecciones municipales y regionales
| Año  | Gobiernos Regionales                | Alcaldías Provinciales              | Alcaldías Distritales               |
| Año  | Representantes                      | Representantes                      | Representantes                      |
| ---- | ----------------------------------- | ----------------------------------- | ----------------------------------- |
| 1980 |                                     | 0/149                               | 37/1471                             |
| 1983 | 3/155                               | 122/1454                            |                                     |
| 1986 | 1/169                               | 31/1458                             |                                     |
| 1989 | 3/157                               | 22/1243                             |                                     |
| 1993 | 7/186                               | 80/1539                             |                                     |
| 1995 | 0/186                               | 0/1539                              |                                     |
| 1998 | No participaron en estas elecciones | No participaron en estas elecciones | No participaron en estas elecciones |
| 2002 | 0/25                                | 13/194                              | 143/1635                            |
| 2006 | 0/25                                | 4/195                               | 60/1637                             |
| 2010 | 0/25                                | 0/196                               | 30/1639                             |
| 2014 | 0/25                                | 0/196                               | 14/1867                             |
| 2018 | 0/25                                | 0/196                               | 5/1874                              |
| 2022 | No participaron en estas elecciones | No participaron en estas elecciones | No participaron en estas elecciones |